# شطوف
شطوف (الاسم العلمي Squalius)، جنس أسماك نهرية من فصيلة الشبوطيات مفتوحات المثانة.